# Tag der vermissten Kinder
Der Tag der vermissten Kinder wird seit 1983 am 25. Mai begangen. US-Präsident Ronald Reagan wählte den Tag zum Gedenken an den sechsjährigen Etan Patz, der am 25. Mai 1979 auf dem Weg zur Schule verschwand und dessen Schicksal Jahrzehnte ungeklärt blieb. Erst im Mai 2015 wurde ein Beschuldigter verhaftet und im Februar 2017 verurteilt.
2002 wurde der Gedenktag in Europa eingeführt. Seit 2003 wird er in Deutschland von der Elterninitiative vermisste Kinder ausgerichtet, zurzeit gemeinsam mit dem Weißen Ring. Seit 2015 wird der Gedenktag auch von der „Vermisste Kinder finden Hannover-Wittenberg“ durchgeführt.